# 李飛飛
李飛飛（1976年7月3日—），斯坦福大學首位红杉讲席教授，美國国家工程院院士，美国国家医学院院士，
美国文理科学院（美国艺术与科学院）院士。曾任職於斯坦福大學人工智能實驗室（SAIL） 、斯坦福視覺實驗室。现为ImageNet的首席科學家和首席研究員、斯坦福以人为本人工智能研究院（HAI）院长、AI4ALL联合创始人及主席。她的研究领域涉及计算机视觉、机器学习、深度学习、認知神經科學等。

## 生平
李飛飛1976年出生於中國大陸北京，在四川成都長大，12歲時，父親远赴美國。四年后1992年，15岁的李飞飞隨母親一起赴美国新澤西州帕西帕尼-特洛伊山，与父亲团聚并移民定居。刚到美国的最初两年，家庭生活拮据，她曾到餐馆打工，做过家庭清洁工；父母后来跟親友借錢，开了一家干洗店经营。初到美国的她需从头开始学习英语，就讀位於新澤西的帕西帕尼高中，1995年以全班第六名的成績畢業，SAT取得1250分，其中數學得滿分800分，獲得了普林斯頓大學的獎學金，进入普林斯顿大学学习；在大學期間，大多數週末她都回家到父母的干洗店幫忙工作，在校学习时课余时间也常通过电话帮助父母接待干洗店的顾客。她日后的成就令她在2017年被帕西帕尼高中列入该校的名人堂。
1999年，她在普林斯顿大学取得物理學高级荣誉學士學位。毕业后曾赢得奖学金前往西藏研究西藏傳統藥物。2001年，她在加州理工學院開始研究生的学习和工作，师从计算机视觉业内专家Pietro Perona教授和克里斯托夫·科赫教授，主要从事神經科學和計算機科學的交叉学科研究，2003年获电气工程科学硕士学位，2005年獲同一专业的博士（PhD）学位，博士论文为"视觉识别：计算模型与人类心理物理学（Visual Recognition: Computational Models and Human Psychophysics）"，其博士研究獲得了美國國家科學基金會研究生獎學金和保羅與黛西新美國人獎學金的支持。
2005年8月至2009年6月，她先后在伊利诺伊大学厄巴纳-香槟分校电气与计算机工程系和普林斯顿大学计算机科学系擔任助理教授，在这两所院校还同时兼任过心理学系的助理教授；2009年她在史丹佛大學计算机科学系擔任助理教授，並在2012年晋升為終身職的副教授、2018年晋升为终身职正教授、2019年被聘为斯坦福大学首任终身红杉讲席教授。2013年至2018年，李飞飞曾任斯坦福大学人工智能实验室主任。
2016年，李飛飛利用她在史丹佛的學術假期，加入Google雲端人工智慧暨機器學習的中國中心團隊。2017年1月至2018年9月，出任Google副总裁，并兼任Google Cloud AI/ML首席科学家。2018年9月，她宣布返回史丹佛任教，持續參與史丹佛大學的AI議題研究，并任斯坦福以人为本人工智能研究院（HAI）院长。2020年2月，当选为美国国家工程院院士；5月，担任Twitter公司董事会新独立董事 ；10月，当选为美国国家医学院院士。2021年4月22日，当选为美国文理科学院（艺术与科学院）院士。2021年11月當選2022 IEEE Fellow。2022年10月27日，埃隆·馬斯克收購Twitter並解散Twitter公司董事会後，李飞飞不再擔任Twitter公司的獨立董事。

## 家庭
父母均为在中国大陆完成教育的知识分子，但因不谙英语，在美国不能从事工程师或科学研究工作；父亲曾做过照相机修理工，母亲曾做过收银员。
2009年结婚，丈夫西尔维奥·萨瓦雷斯（Silvio Savarese）教授，任職於史丹佛大學視覺與幾何研究室，目前兩人育有一子一女。

## 研究
李飛飛的研究领域主要为電腦視覺、認知神經科學、電腦神經科學和大數據分析。她发表的科学论文逾200多篇。她的文章曾发表在世界顶级权威和有名望的学术期刊如《自然》和《美國國家科學院院刊》，并常出現在電腦科學和神经科学相關的期刊与会议报告上，包括《神经科学期刊》(Journal of Neuroscience)、《国际计算机视觉期刊》(IJCV)、《IEEE模式分析与机器智能汇刊》(IEEE-PAMI)》、《神经信息处理系统大会》(NIPS)、《计算机视觉与模式识别会议》(CVPR)、《国际计算机视觉大会》(ICCV)、《欧洲计算机视觉大会》(ECCV)等。
她最知名的工作是Caltech 101和ImageNet，而其中ImageNet是利用人工智能識別物體的重大成就，全球研究人员可免费且非商业性地使用该数据库。

## 獲獎
李飛飛獲得诸多獎项，部分如下：
- 2024年亞洲週刊年度風雲人物
- 2020年加州理工学院杰出校友奖（Distinguished Alumni Award Winner, California Institute of Technology）
- 2019年IEEE PAMI Longuet-Higgins Prize (“表彰其十年前在CVPR上发表的论文经受住了时间的考验。”)
- 2019年美国国家地理学会进步奖（Further Award，“表彰她为工作独特创新、及时、具有影响力的领导者—敢于大胆突破领域边界，并为这项突破性工作担任杰出的大使”)
- 2019年技术领导者Abie奖（Technical Leadership Abie Award）
- 2018年影响世界华人大奖（鳳凰衛視）
- 2017年加州大学伯克利分校WITI@UC雅典娜学术领导奖（WITI@UC Athena Award for Academic Leadership, U.C. Berkeley）
- 2017年Elle杂志评选的科技界七位女性获奖者之一
- 2016年国际模式识别协会J.K. Aggarwal奖（J.K. Aggarwal Prize, International Association for Pattern Recognition）
- 2016年紐約卡內基協會全美40大優秀移民獎[26]
- 2016年IEEE PAMI 马克·埃弗林汉姆奖
- 2016年英伟达AI研究奖先锋奖（Pioneer in AI Research Award, NVidia）
- 2015年全球百大思想者（One of the Leading Global Thinkers, Foreign Policy）
- 2014年IBM研究奖
- 2012年雅虎实验室德国财务报告管理小组奖
- 2012年斯坦福大学W.M. Keck基金会教职学者（W.M. Keck Foundation Faculty Scholar, Stanford University）
- 2011年美国斯隆研究奖（Fellowship, Alfred P. Sloan）
- 2009年国家科学基金会职业奖
- 2006年微軟研究新学院研究獎金[27]
- 2005年最佳短期课程奖（Best Short Course Prize, IEEE ICCV）
- 1999年普林斯顿大学Kusaka纪念物理学奖（Kusaka Memorial Prize in Physics, Princeton University）

她也常出現在許多主流媒體上，如美国有线电视新闻网、紐約時報、《科學》期刊和TED大會。

## 外部鏈接
- （英文）官方网站
- （英文）TED上的李飛飛
- （中文）《开启人工智能时代》— 给AI一双慧眼（李飞飞） （页面存档备份，存于）